# كأس ويلز 1955–56
كأس ويلز 1955–56 (بالإنجليزية: 1955–56 Welsh Cup)‏ هو موسم من كأس ويلز. فاز فيه كارديف سيتي.